# Redován
Redován község Spanyolországban, Alicante tartományban. Lakosainak száma 8285 fő (2024). Redován Benferri, Callosa de Segura, Cox, Granja de Rocamora és Orihuela községekkel határos.

## Népesség
A település lakosságának változását az alábbi diagram mutatja:
| Lakosok száma | 5596 | 6257 | 6825 | 7335 | 7522 | 7623 | 90 000 | 7869 | 8058 | 8285 |
|               | 2001 | 2004 | 2006 | 2009 | 2011 | 2014 | 2016   | 2019 | 2021 | 2024 |